# Gérard Landry
Pour les articles homonymes, voir Landry.
Landry Marrier de Lagatinerie, dit Gérard Landry, est un acteur français né à Buenos Aires le 16 octobre 1912 et mort à Nice le 18 septembre 1999.

## Biographie

### Vie privée
Gérard Landry épouse en 1951 la comédienne Jacqueline Porel, divorcée de François Périer, avec laquelle il a un fils : Marc (1949-1983). Il a également été marié à la comédienne Janine Darcey, première femme de Serge Reggiani.

## Filmographie

### Années 1930
- 1932 : Coups de roulis de Jean de La Cour
- 1932 : Mirages de Paris de Fédor Ozep
- 1933 : Rocambole de Gabriel Rosca
- 1933 : L'Épervier de Marcel L'Herbier
- 1937 : Chéri-Bibi de Léon Mathot
- 1937 : Ces dames aux chapeaux verts de Maurice Cloche
- 1938 : La Bête humaine de Jean Renoir
- 1938 : Le Patriote de Maurice Tourneur
- 1939 : Entente cordiale de Marcel L'Herbier
- 1939 : Nord-Atlantique de Maurice Cloche

### Années 1940
- 1940 : Paradis perdu d'Abel Gance
- 1940 : Vénus aveugle d'Abel Gance
- 1941 : Les Hommes sans peur d'Yvan Noé
- 1942 : Cap au large de Jean-Paul Paulin
- 1943 : La Belle Vie de Robert Bibal (moyen métrage)
- 1943 : Béatrice devant le désir de Jean de Marguenat
- 1943 : Le mort ne reçoit plus de Jean Tarride
- 1946 : Lunegarde de Marc Allégret
- 1948 : Barry de Richard Pottier
- 1949 : La nuit s'achève de Pierre Méré
- 1949 : Le 84 prend des vacances de Léo Joannon
- 1949 : Autour d'une collection de Jean-Claude Huisman (court métrage)

### Années 1950
- 1950 : Casabianca de Georges Péclet
- 1951 : Nuit sans étoiles (en) (Night Without Stars) d'Anthony Pelissier
- 1951 : Le Désir et L'Amour d'Henri Decoin
- 1951 : Une enfant dans la tourmente de Jean Gourguet
- 1951 : Sérénade au bourreau de Jean Stelli
- 1952 : Les Amants de Tolède d'Henri Decoin
- 1952 : La Caraque blonde de Jacqueline Audry
- 1952 : Le Club des 400 coups de Jacques Daroy
- 1953 : L'Étrange Amazone de Jean Vallée
- 1953 : L'Esclave d'Yves Ciampi
- 1953 : La Fille perdue de Jean Gourguet
- 1953 : Marco la Bagarre (Musoduro) de Giuseppe Bennati
- 1953 : Les Passionnés (Canzone appassionata) de Giorgio Simonelli
- 1954 : Cento serenate (it) d'Anton Giulio Majano
- 1954 : L'Hôtel du rendez-vous (Tua per la vita) de Sergio Grieco
- 1954 : Rigolboche (Rigolboche e la sua tragedia) de Flavio Calzavara
- 1955 : La Rivale d'Anton Giulio Majano
- 1956 : Le Chevalier de la violence (Giovanni dalle Bande Nere) de Sergio Grieco
- 1956 : Kean de Francesco Rosi et Vittorio Gassman
- 1956 : La Revanche du prince noir (Lo spadaccino mistralien) de Sergio Grieco
- 1956 : Trapèze de Carol Reed
- 1957 : Le Masque noir (Il diavolo nero) de Sergio Grieco
- 1957 : Dieu seul m'arrêtera (it) (Solo dio me fermerà) de Renato Polselli
- 1957 : Horizon en flammes (it) (Orizzonte infuocato) de Roberto Bianchi Montero
- 1958 : Le danger vient de l'espace (La morte viene dallo spazio) de Paolo Heusch
- 1958 : Roland, le Chevalier sans terre (Il cavaliere senza terra) de Giacomo Gentilomo
- 1958 : Le Pirate de l'épervier noir (Il pirata dello sparviero nero) de Sergio Grieco
- 1958 : Avventura in città (it) de Roberto Savarese
- 1959 : L'Archer noir (L'arciere nero) de Piero Pierotti
- 1959 : Les Prisonniers de la tour (I Reali di Francia) de Mario Costa
- 1959 : Cinq Femmes marquées (Five Brabded Women) de Martin Ritt

### Années 1960
- 1960 : La Chasse au mari (Caccia al marito) de Marino Girolami
- 1960 : Caravan Petrol de Mario Amendola
- 1960 : Le Général ennemi (The Enemy General) de George Sherman
- 1960 : Le Retour de Robin des Bois (Il cavaliere dei cento volti) de Pino Mercanti
- 1960 : Les Pirates de la côte (I pirati della costa) de Domenico Paolella
- 1960 : Spada senza bandiera de Carlo Veo
- 1960 : Les Bacchantes (Le baccanti) de Giorgio Ferroni
- 1960 : Ferragosto in bikini (it) de Marino Girolami
- 1961 : Capitaines d'aventures (it) (Capitani di ventura) d'Angelo Dorigo
- 1962 : Il sangue e la sfida de Nick Nostro
- 1962 : La Marche sur Rome (La marcia su Roma) de Dino Risi
- 1962 : Le Roi Manfredi (Il re Manfredi) de Piero Regnoli : Riccardo di Casale
- 1963 : Canzoni in...bikini de Giuseppe Vari
- 1964 : La barca sin pescador de Josep Maria Forn
- 1964 : Il ribelle di Castelmonte de Vertunnio De Angelis
- 1965 : F.B.I., opération vipère jaune (F.B.I. operazione vipera gialla) d'Alfredo Medori
- 1966 : El primer cuartel d'Ignacio Iquino
- 1966 : Río Maldito ou Sette pistole per el Gringo de Juan Xiol : Docteur Clapper
- 1967 : Chinos y minifaldas de Ramon Comas
- 1967 : Monsieur Dynamite (Mister Dynamit – Morgen küßt Euch der Tod) de Franz Josef Gottlieb
- 1967 : Hold-up au centre nucléaire (L'assalto al centro nucleare) de Mario Caiano
- 1968 : Typhon sur Hambourg (Con la muerte a espalda) d'Alfonso Balcazar
- 1968 : Horas proibidas de Juan Xiol

### Années 1970
- 1970 : Les Aveux les plus doux d'Édouard Molinaro
- 1971 : On continue à l'appeler Trinita (Continuavano a chiamarlo Trinita) d'Enzo Barboni
- 1971 : Les Assoiffées du sexe (it) (La casa delle mele mature) de Pino Tosini
- 1973 : Les anges mangent aussi des fayots (Anche gli angeli mangiano faglioli) d'Enzo Barboni
- 1973 : Le Baiser d'une morte (Il bacio di una morta) de Carlo Infascelli
- 1975 : Laure d'Emmanuelle Arsan et Ovidio G. Assonitis
- 1975 : Face d'espion CIA (Faccia di spia) de Giuseppe Ferrara

### Années 1980
- 1982 : Stangata napoletana de Vittorio Caprioli
- 1984 : Les Trottoirs de Bangkok de Jean Rollin
- 1984 : Tutti dentro d'Alberto Sordi
- 1985 : Ne prends pas les poulets pour des pigeons de Michel Gentil
- 1986 : Anemia d'Alberto Abruzzese